# Rafael Quirosa-Cheyrouze y Muñoz
Rafael Quirosa-Cheyrouze y Muñoz (Tetuán, 1962) es un historiador nacido en Tetuán especializado en historia contemporánea de España. Catedrático de Historia Contemporánea en la Universidad de Almería, donde dirige el grupo de investigación Estudios del Tiempo Presente. Ha dictado diversas conferencias sobre la historia reciente de España. Miembro del jurado del Premio Internacional de Periodismo Colombine de la Asociación de Periodistas-Asociación de la Prensa de Almería.

## Biografía
Rafael Quirosa nació en Tetuán, Marruecos, en 1962. Allí vivió hasta que se traslada a Almería en 1969. Estudió bachillerato en el INB Nicolás Salmerón y diplomatura en Filosofía y Letras en el Colegio Universitario de Almería. En 1985 obtiene la licenciatura en Historia Contemporánea por la Universidad de Granada. En 1986 lee la memoria de licenciatura La Guerra Civil en Almería: Aspectos políticos, bajo la dirección del Dr. Octavio Ruiz-Manjón Cabeza. La Guerra Civil en Almería es el tema de su tesis doctoral.
Doctor en Historia por la Universidad de Granada en 1994, es catedrático de la Universidad de Almería (UAL) en el área de Historia Contemporánea. En esta Universidad fue secretario del Departamento de Historia, Geografía e Historia del Arte, entre los años 1993 y 1995, vicerrector de Estudiantes, (1995-1997), vicedecano de la Sección de Filosofía y Letras de la Facultad de Humanidades y Ciencias de la Educación, entre 2004 y 2008, vicedecano de Ordenación Académica de la Facultad de Humanidades (2008-2009) y vicerrector de Estudiantes y Empleo, entre 2009 y 2011. Es profesor-tutor del Centro Asociado de la Universidad Nacional de Educación a Distancia (UNED) en Almería.
Publica varios artículos y monografías sobre España y Almería contemporáneas: educación en el siglo XIX, época de Carlos IV de España. En 1983 forma parte del equipo que redactó Almería, enciclopedia editada por Anel. En 1986, con motivo del 50 aniversario de la Guerra Civil, participa en coloquios y congresos en Salamanca, Granada y Almería (Homenaje al Padre Tapia). Fue director del Congreso de Historia de las organizaciones socialistas en Andalucía en 1992. Coordinador de actividades culturales como la exposición Cinco siglos de historia, en conmemoración de la conquista de Almería en 1489 por los Reyes Católicos.
Es miembro fundador de la Sociedad de Estudios sobre la Guerra y el Franquismo (SEGUEF) y presidente de la Sociedad de Estudios Históricos Almerienses (SEHAL). Junto con Eusebio Rodríguez ha estudiado las actividades de la guerrilla antifranquista. Es coordinador de proyectos en relación con la recuperación de la Memoria Histórica convocados por la Consejería de Justicia de la Junta de Andalucía. Es responsable del Grupo de investigación Estudios del Tiempo Presente, incluido en el Plan Andaluz de investigación de la Consejería de Innovación, Ciencia y Empresa de la Junta de Andalucía con el código HUM-756.
Ha dirigido los proyectos de investigación Parlamentarios Andaluces durante la Transición a la Democracia, financiado por la Junta de Andalucía, Movimientos y conflictos sociales durante el segundo franquismo y la Transición a la democracia en la Andalucía mediterránea, proyecto I+D del Ministerio de Educación y Ciencia, y La Transición en los municipios de la provincia de Almería. La democracia llega a los pueblos (1976-1983), gracias a un acuerdo firmado entre la Universidad y la Diputación Provincial de Almería.
Desde el año 2000 se celebra en la Universidad de Almería un congreso, con carácter internacional desde 2005, sobre la Historia de la Transición en España, dirigido por Rafael Quirosa y organizado por el grupo de investigación de la Universidad Estudios del Tiempo Presente. En 2015 su VI edición contó con más de 100 asistentes de varios países de Europa, Chile o Japón. Igualmente, la X edición celebrada en noviembre de 2024 contó con más de 100 participantes de España, Francia y Portugal. El tema central fue La violencia como actor político durante este período histórico.
Fue elegido decano de la Facultad de Humanidades de la Universidad de Almería en julio de 2020. Reelegido en diciembre de 2024.
Rafael es hermano de la poetisa y editora almeriense  Pilar Quirosa-Cheyrouze y Muñoz.

## Obra
- Almería (1983, participación en enciclopedia de 4 tomos)
- Homenaje al Padre Tapia (1986, varios autores)
- La Guerra Civil en Almería: Aspectos políticos (1986, memoria de licenciatura)
- Política y Guerra Civil en Almería (1986)[11]
- Almería, cinco siglos de historia (1990, con María Dolores Jiménez Martínez –coordinadores- y varios autores más)[12]
- Represión en la retaguardia republicana 1936-39 (1994, tesis doctoral)[13]
- El Colegio de Abogados de Almería (1996, con Javier Fornieles Alcaraz)[14]
- Almería, 1936-37. Sublevación militar y alteraciones en la retaguardia republicana (1996)[15]
- Almería, cien años de historia. 1900-1997 (1997, con Javier Fornieles Alcaraz)[16]
- Católicos, monárquicos y fascistas en Almería durante la Segunda República (1998)[17]
- Parlamentarios de Almería en la Transición a la Democracia (2004, con Mónica Fernández)[18][19]
- Poder local y transición a la democracia en España (2010, con Mónica Fernández)[20]

### Edición de obras colectivas
- La transición en Andalucía (2002, coordinador con Encarnación Lemus López, varios autores)[21]
- Historia de la Transición en España. Los inicios del proceso democratizador (2007)
- Prensa y democracia. Los medios de comunicación en la Transición (2009)
- La sociedad española en la Transición. Los movimientos sociales en el proceso democratizador (2011)

### Internet
- Estudios del Tiempo Presente. Grupo de investigación Archivado el 8 de febrero de 2019 en Wayback Machine.